# Рем (бог)
Рем — бог-риба в давньоєгипетській міфології, який запліднює землю своїми слізьми. Ім'я Рем означає «плакати». Цей бог уособлює сльози Ра. Рема зображували у вигляді людини з головою риби.

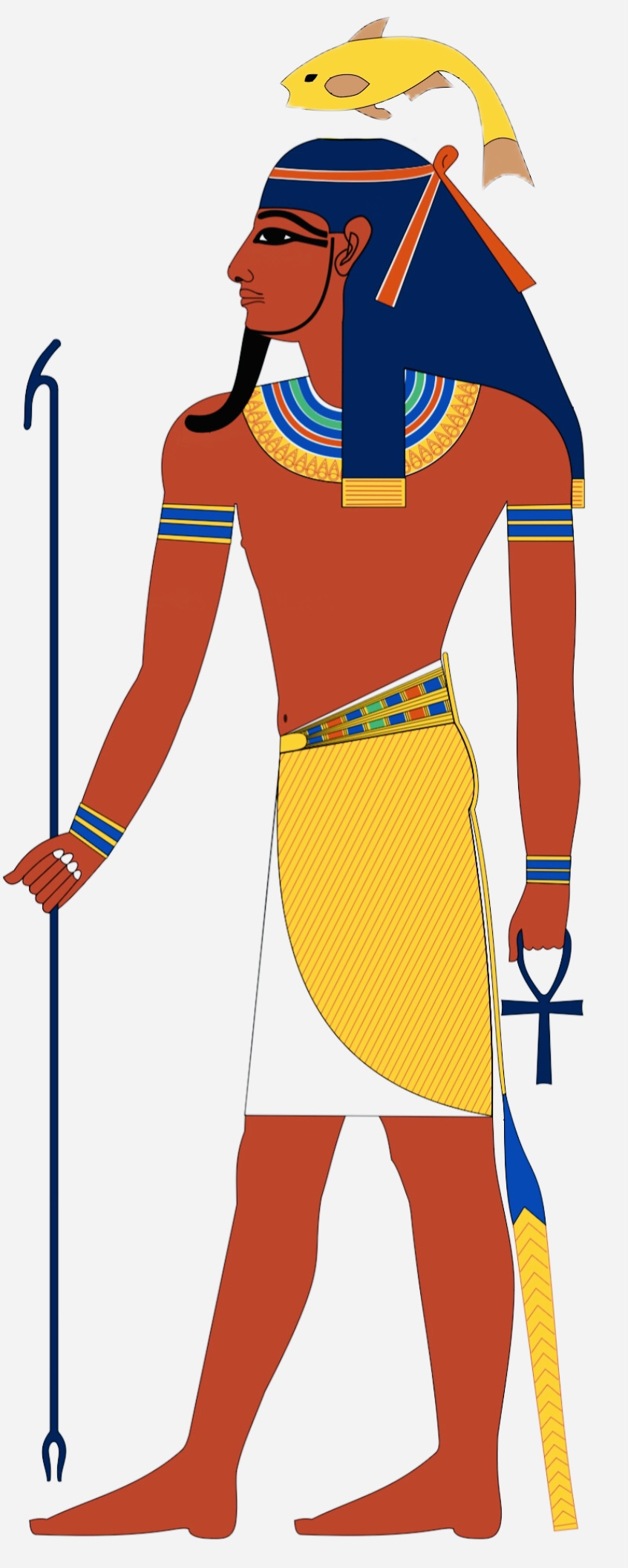
реконструйований портрет бога риб Рем